# Inserção (genética)

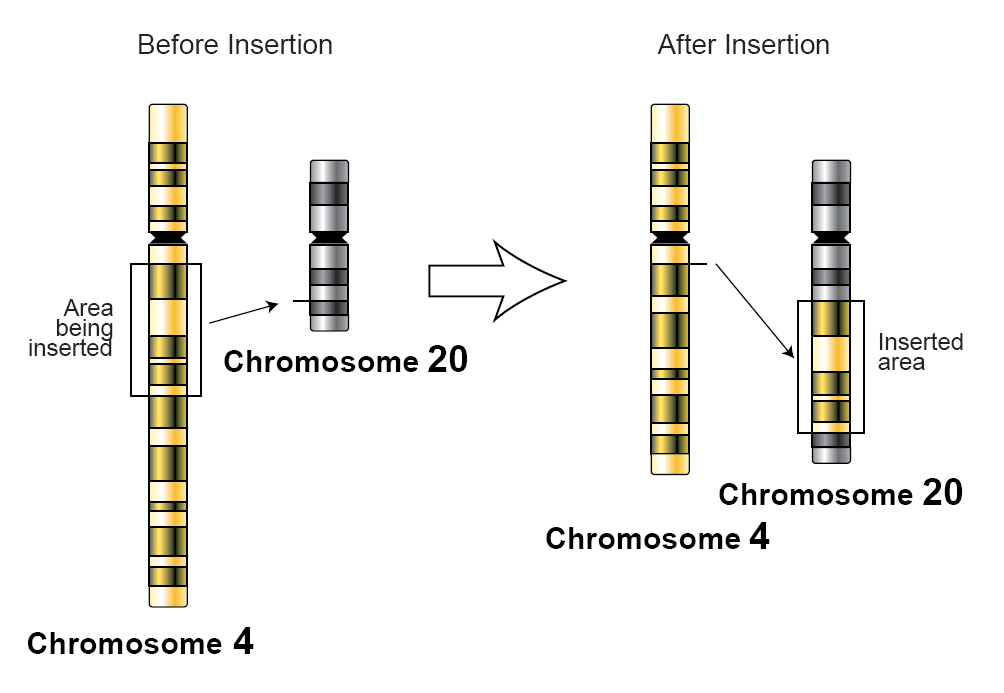
Uma ilustração de uma inserção a nível cromossómico

Uma inserção genética é a adição de um ou mais pares de bases de nucleótidos em uma sequência genética. Isto pode ocorrer em regiões de microssatélites devido ao deslizamento de ADN polimerase.
A nível cromossómico, uma inserção refere-se à inserção de grandes sequências em um cromossomo. Isto pode ocorrer devido a sobrecruzamento desigual durante a meiose.
As sequências de inserção são configuradas por segmentos de DNA que são capazes de se locomover de uma posição em um cromossomo para uma posição diferente da sua inicial. Dessa forma, os elementos de sequencia de inserção são capazes de interromper a sequencia codificadora do gene em que foi alterada a posição da sua parte intermediária, o que será capaz de inativar o gene afetado. Essas sequencias de inserção também são capazes de bloquear a expressão de genes que utilizam o mesmo óperon, uma vez que o tamanho da alteração será capaz de afetar os códons de transcrição e tradução. 
1. ↑  Griffiths, Anthony (2016). Introdução à Genética. Rio de Janeiro: Grupo Editorial Nacional. p. 1283